# Pizzo Moro
Il Pizzo Moro è una montagna delle Alpi Lepontine alta 2948 s.l.m. e si trova tra la Valle del Devero, il Passo di Valtendra e l'Alpe Veglia.

## Descrizione
La cima si trova a nord della Cima di Valtendra, a est della Punta d'Orogna e a sud del Helsenhorn. Si può giungere alla cima  partendo dalla località Ponte Campo e usando il Rifugio Città di Arona come punto di appoggio.